# Barbara Owen
Pour les articles homonymes, voir Owen.
Barbara J. Owen, née le 25 janvier 1933 à Utica (État de New York) et morte le 14 octobre 2024 à Topsfield (Massachusetts), est une organiste américaine et une spécialiste de l'orgue.
Elle travaille également comme bibliothécaire universitaire et occupe des postes de direction pour l' American Guild of Organists et d'autres organisations autour de l'orgue.

## Biographie
Née à Utica dans l'État de New York le 25 janvier 1933,, Barbara Owen fréquente le Westminster Choir College, où elle étudie l'orgue et obtient un bachelor's degree en musique en 1955,. Élève de Karl Geiringer, elle obtient un master's degree en musicologie de l'Université de Boston en 1962,. En 1975 et 1977, elle suit des cours d'été en Europe à l'Académie d'orgue d'Allemagne du Nord ; en 1985, elle suit des cours similaires à l'Académie de musique d'orgue italienne.

### Organiste

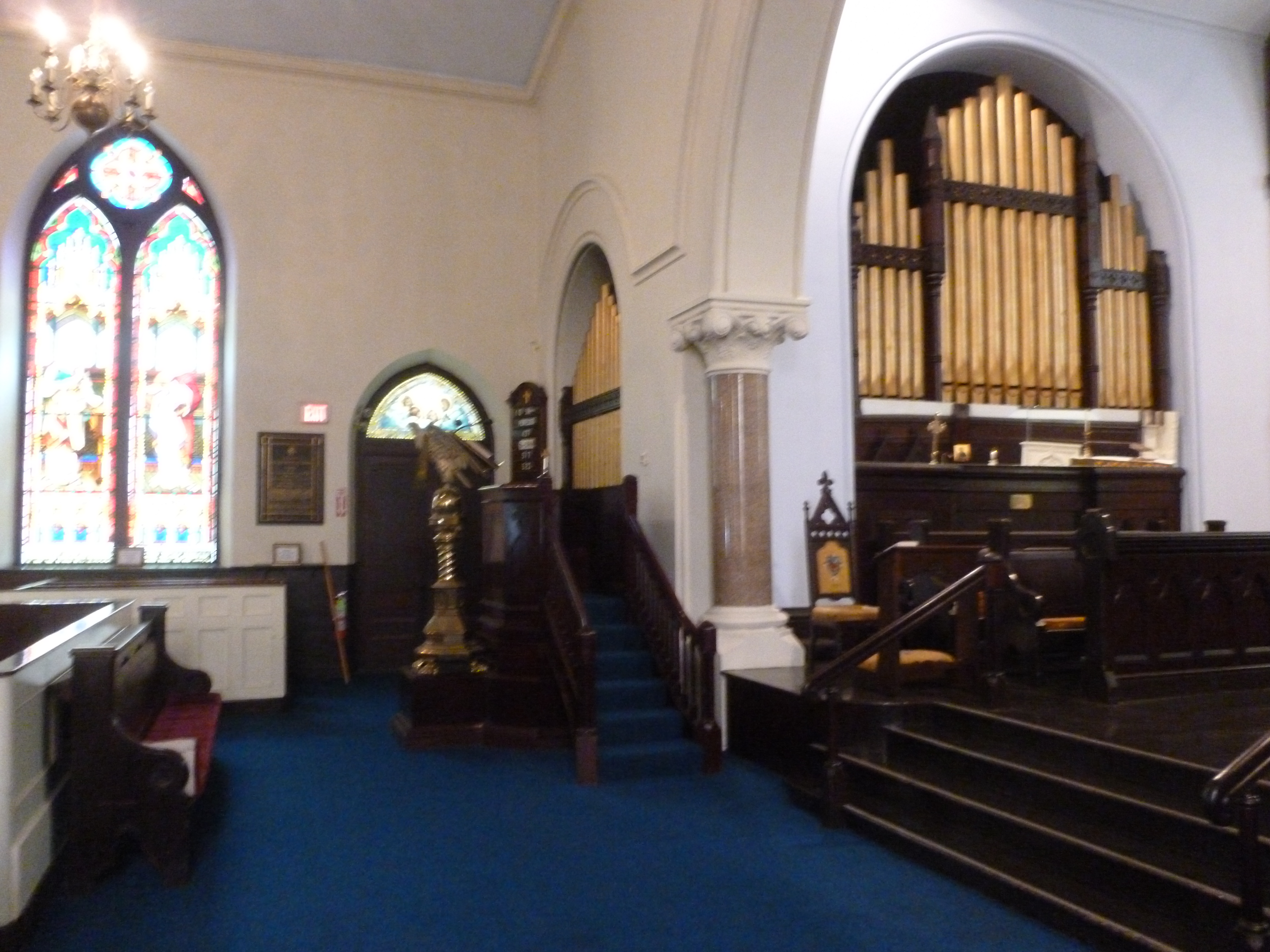
Intérieur de l'église épiscopale Sainte-Anne

Barbara Owen commence sa carrière d'interprète dans des églises du Connecticut et du Massachusetts peu de temps après avoir obtenu son diplôme de Westminster. En 1963, elle devient directrice musicale de la First Religious Society Unitarian Church à Newburyport, Massachusetts. En 2002, elle est nommée à la St. Anne's Episcopal Church à Lowell, dans le Massachusetts, où elle reste jusqu'en 2007. Parallèlement, elle est harmoniciste pour le facteur d'orgues CB Fisk de 1961 à 1979.

### Recherche
Pendant une grande partie de sa carrière, Barbara Owen se concentre sur l'étude et la promotion de la musique américaine. Elle lance l'étude des orgues anglo-américains en tant que sous-discipline dans les années 1950. Elle fonde l'Organ Historical Society en 1956 et en a été la présidente,.  
En 1985, elle devient bibliothécaire de la bibliothèque d'orgue de l'American Guild of Organists à l'université de Boston. Elle occupe de nombreuses autres fonctions au sein de la Guilde, dont celles de doyenne et de conseillère pour plusieurs de ses régions. En 2005, elle est nommée membre consultatif du conseil d'administration de l'Instituto de Organos Historicos de Oaxaca et, en 1990, elle devient membre du conseil d'administration du Methuen Memorial Music Hall. Barbara Owen prend sa retraite de bibliothécaire en 2012 et reçoit le titre de « bibliothécaire émérite » pour ses services.
Elle est active dans de nombreux domaines autour de l'orgue, en tant que facteur, restauratrice, chercheuse, écrivaine, éditrice, conférencière, auteure de cantiques et bibliothécaire,. Ses livres comprennent des ouvrages de référence sur les facteurs d'orgues et les joueurs d'orgues du XIXe siècle, des livres sur les registrations d'orgues baroques et la musique d'orgue de Brahms, une biographie d'E. Power Biggs et des monographies d'orgues individuels, notamment l'orgue du Salt Lake Tabernacle et l'orgue du Methuen Memorial Music Hall. 
Ses études dans le domaine de la musique d'orgue lui vaut de nombreux prix, tels qu'une bourse du National Endowment for the Humanities (1974-1975) ; la Westminster Choir College Alumni Citation of Merit (1988);  l'Organ Historical Society Distinguished Service Award (1988) ; le American Musical Instrument Society Curt Sachs Award (1994) ,; et le AGO Organ Library Max Miller Book Award (2009). En 2014, son leadership au sein de l'American Guild of Organists lui vaut le prix Edward A. Hansen Leadership Award de l'organisation, « en reconnaissance de sa connaissance inégalée du roi des instruments, de ses recherches et publications tout au long de sa vie, et de son service dévoué à l'AGO ». En 2005, la Organ Historical Society publie un festschrift en son honneur, Literae Organi: Essays in Honor of Barbara Owen. 
La bibliothèque de l'école de théologie de l'université de Boston possède une collection d'hymnes du XIXe siècle offerte par Barbara Owen. Barbara Owen a versifié ou écrit un certain nombre de textes d'hymnes.

### Mort
Patiente au Masconomet Healthcare à Topsfield après s'être cassé la hanche, Barbara Owen meurt le 14 octobre 2024, à l'âge de 91 ans.

## Publications
- (en) The Organ in New England, Sunbury Press, 1979 (ISBN 978-0-915548-08-8, présentation en ligne).
- (en) The Organ Music of Johannes Brahms, Oxford University Press, 2007 (ISBN 978-0-19-531107-5, présentation en ligne).
- (en) Pioneers in American Organ Music 1860–1920: The New England Classicists, The Leupold Foundation, 2021 (ISBN 978-1-881162-75-9, présentation en ligne).